# Lata (Islas Salomón)
Lata es la capital de la provincia de Temotu, de las Islas Salomón. Se encuentra en el noroeste de la isla de Nendö, en las Islas Santa Cruz. En 2007, tenía 553 habitantes. La ciudad cuenta con una oficina de correos, un puesto de comunicación, un hospital, numerosas tiendas y algunos alojamientos.
Tiene un pequeño aeropuerto desde donde se realizan vuelos a Makira y Honiara. El transporte marítimo es irregular.

## Sismo y tsunami
El 6 de febrero de 2013 la localidad fue azotada por un terremoto de magnitud 8.0, lo que generó un tsunami de 1 m en la ciudad y las islas vecinas, provocando la muerte a 13 personas y daños en viviendas, locales, el aeropuerto y otras zonas bajas.